# Manuel Palau Boix
Manuel Palau Boix (geboren 4. Januar 1893 in Alfara del Patriarca; gestorben 18. Februar 1967 in Valencia) war ein spanischer Komponist, Musikpädagoge und Dirigent.

## Leben
Manuel Palau erhielt mit sieben Jahren ersten Musikunterricht von Timoteo Ferrer in Alfara del Pariarca. 1914 begann er seine Studien am Konservatorium von Valencia mit Solfeggien und Klavier. 1915 lernte er den katalanischen Komponisten Enrique Granados auf einem Schiff kennen, das auf der Weiterfahrt einen Halt im Hafen von Valencia machte. 1919 schloss er seine Kompositions- und Klavierstudien bei Pedro Sosa, Juan Cortés and Eduardo López-Chávarri Marco ab.
1921 ging seine 1918 komponierte Zarzuela Beniflor im Razufa Theater in Valencia in Premiere. Von 1922 bis 1927 arbeitete er als Musikkritiker bei der La Correspondencia de Valencia. Er ging 1926 nach Paris, um seine Studien am dortigen Konservatorium bei A. Bertelín, Jacques Ibert, C. Dycke und Guy Rondón  bis 1933 zu vervollständigen. Gleichzeitig studierte er Harmonielehre und Kontrapunkt bei Charles Koechlin und holte sich wertvolle Ratschläge von Maurice Ravel, der ihm auch einzelne Werke korrigierte.
Nach seinen Studien wurde er Leiter der Kompositionsklasse am Conservatorio Superior von Valencia, an dem er 1951 zum Direktor ernannt wurde. Er gilt als einer der wichtigsten Komponisten am Beginn des 20. Jahrhunderts in Spanien, war er doch nicht nur Komponist, sondern auch der führende Lehrer für Komposition am Konservatorium in Valencia und hatte so maßgeblichen Einfluss auf die nachfolgende Komponistengeneration in dieser Region.  
1929 wurde er künstlerischer Leiter der Sociedad Musical Instructiva Santa Cecilia de Cullera, Provinz Valencia. 1948 wurde das Instituto Valenciano de Musicología y Folklores de la Institución Alfonso el Magnánimo gegründet und Palau wurde zum künstlerischen Direktor ernannt. Diese Funktion hatte er bis zu seinem Tod inne. 1954 wurde er mit dem Orden Insignia de la Orden Civil de Alfonso X el Sabio vom Kultusminister ausgezeichnet. 1957 ernannte ihn die Banda del Centro Artístico Musical de Moncada zum Ehrendirigenten. 

## Werke (Auswahl)

### Werke für Orchester
- 1919 Coplas de mi tierra
- 1920 Escenes i paisatges valencians
- 1921 Tres dançes valencianes
- 1924 Danza morisca
- 1924 Tres impresiones orquestales
- 1929 Cançó de bressol für Sänger(in) und Streichorchester
- 1929 Homenaje a Debussy
- 1930 Muntanyesa
- 1932 Cuatro preludios für Streichorchester
- 1933 Obertura española
- 1934 El ball de la falla für Sänger(in) und Orchester
- 1935 La copla del inclusero für einstimmigen Chor und Orchester
- 1935 Poemes de llum
- 1935 Valencia für Klavier und Orchester
- 1936 Documental valenciana
- 1937 Divertimento
- 1938 O quam suavis für Bariton, gemischten Chor und Streichorchester
- 1939/1949 Mascarada sarcástica
- 1940 Sinfonía primera en Mi menor
- 1942 Salve für gemischten Chor und Orchester
- 1944 Sinfonía segunda en Re mayor - Murciana
- 1946 Concierto dramático für Klavier und Orchester
- 1947/1959 Concierto levantino für Gitarre und Orchester
- 1950 Salmantinas für Frauenchor und Orchester
- 1951/1955 Escena y danza de Omar
- 1953 Dos acuarelas für Streichorchester
- 1963 Heráldica
- Himno nuevo al Santísimo Cristo Verdadero für gemisten Chor und Orchester
- Criatura dolcíssima für Sänger(in) und Orchester
- Suite en estilo antiguo für Orchester

### Werke für Blasorchester
- 1920 Himne a la bandera für einstimmigen Chor und Blasorchester
- 1921 Marcha valenciana núm. 2
- 1922 Himne a Bétera für einstimmigen Chor und Blasorchester
- 1922 La cançó del poble
- 1923 Marcha valenciana núm. 4
- 1923 Pasodoble andaluz
- 1924 Penya truquera
- 1924 ¡Vaya lo fino!
- 1924 Danza mora
- 1925 Soc de Moncà
- 1925 Poemas de juventud
- 1927 Siluetas - Suite
- 1928 Gongoriana
  1. Noel
  2. Celosa estás la niña
  3. Humoresca
  4. Ecaristica
  5. En el baile del agido
  6. Glorioso parta Don Juan
- 1929 Marcha núm. 13
- 1930 Cançó de renaixença für gemischten Chor und Blasorchester
- 1936 Dos canciones escolares für Kinderchor und Blasorchester
- 1936 Marcha Burlesca
- 1946 Himno a Manises
- 1947 Blayo
- 1956 Marcha solemne
- 1956 Tríptico catedralicio
- 1961 Riberas del Jiloca
- 1961 Rumores del Genil
- Coplas de mi Tierra
- Himne escolar für gemischten Chor und Blasorchester

### Bühnenwerke
- 1917 Farandulerías
- 1918 Beniflors Zarzuela valenciana in einem Akt
- 1920 Amor torna Zarzuela dramática valenciana in 2 Akten
- 1922 A vora mar Zarzuela valenciana in einem Akt
- 1938 Lliri blau Ballett in 2 Akten
- 1938 Sino Ballett in 1 Akt
- 1946 Joyel Ballett (Sketch)
- 1956 Maror Oper
- Amparito Oper
- La vida alegre Operette

### Chorwerke
- 1941 Aclamaciones für Männerchor
- 1947 Hermosita, hermosita für gemischten Chor
- 1950 Dos canciones alicantinas für gemischten Chor
- 1951 Cançó innocent de Blanca Fe für gemischten Chor
- 1952 Dos líricas de Anacreonte für Männerchor
- 1952 Scherzino für Frauenchor
- 1956 Bienaventurados für gemischten Chor
- 1958 Lletania en flor für Frauenchor mit Kinderchor
- 1958 Sega, segador für gemischten Chor
- 1959 Cançó d’hivern für gemischten Chor
- 1960 Quatre poemes corals für gemischten Chor
- 1963 Laudate Dominum omnes gentes für gemischten Chor
- 1963 Quatre petites composicions für gemischten Chor
- 1965 La Santa Cena für gemischen Chor
- 1967 Cançoneta del balcó für Frauenchor
- Cançons humorístiques

### Andere Werke
- 1918 Gozos al Patriarca San José für gemischten Chor und Orgel
- 1918 Rosario für Chor und Orgel
- 1942 Nupcias für Orgel
- 1944 Himno al Apostolado de la Oración für einstimmigen Chor und Orgel
- 1944/1960 Misa en Sol menor für Solisten, gemischten Chor und Orchester
- 1945 Atardecer für Solisten, gemischten Chor und Orchester
- 1945 Ave María für Tenor, gemischten Chor und Orchester
- 1946 Deus Israel conjugat Vos für Kinderchor und Orgel
- 1954 Himne a Sant Vicent Ferrer für einstimmigen Chor und Orgel
- 1955 Himne de la Coronació del Sant Crist de la Fe für einstimmigen Chor und Orgel
- 1956 Credo für einstimmigen Chor und Orgel
- 1956 Himno a la Santísima Virgen de la Fuensanta für einstimmigen Chor und Orgel
- 1956 Himno de María Santísima de Araceli für einstimmigen Chor und Orgel
- 1959 Cants de primavera für Sopran, Frauenchor und Orchester
- 1961 Cantarella für Kinderchor und Klavier
- 1961 Justus germinabit für einstimmigen Chor und Orgel
- 1965 Balada al absent für Sopran, Frauenchor und Orchester
- 1965 Canción amatoria für Frauenchor und Orchester
- 1965 Cançons de la llar für Frauenchor und Orchester
- 1965 Cançons del folklore infantivol für Frauenchor und Orchester
- 1965 Rapsodia d’abril für Sopran, Frauenchor und Orchester
- 1965 Seguerilles für Frauenchor und Orchester
- 1965 Vibración de estío für Frauenchor und Orchester
- Fughetta für Saxophon-Orchester (Sopran-Saxophone, Alt-Saxophone, Tenor-Saxophone, Bariton-Saxophone und Bass-Saxophon)
- Himno a la Purísima für gemischten Chor und Orgel
- Himno a la Virgen de las Angustias für gemischten Chor und Orgel

### Werke für Gitarre
- 1948 Mare Nostrum (Tres piezas mediterráneas para guitarra)